# Yangliuqing

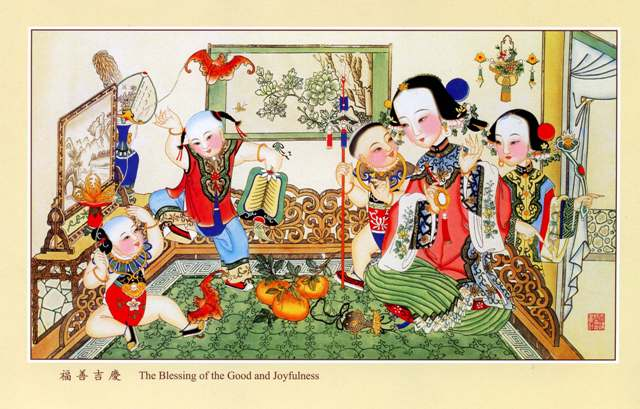
Image du nouvel an de Yángliǔqīng

Yángliǔqīng (Chinois simplifié : 杨柳青镇, pinyin : yángliǔ qīng zhèn, signifiant « Les Saules verts ») est un bourg situé dans la banlieue de la municipalité de Tianjin, en République populaire de Chine. De taille relativement petite, il est classé depuis 2006 parmi les « célèbres bourgs et villages historiques et culturels chinois ».
Il est principalement renommé en Chine pour sa fabrication des nian hua (年画). Depuis plus de 400 ans, Yángliǔqīng est en effet spécialisé dans la confection de ces estampes du Nouvel An aux couleurs vives qui représentent traditionnellement des scènes de jeux d'enfants.